# Transbaixada

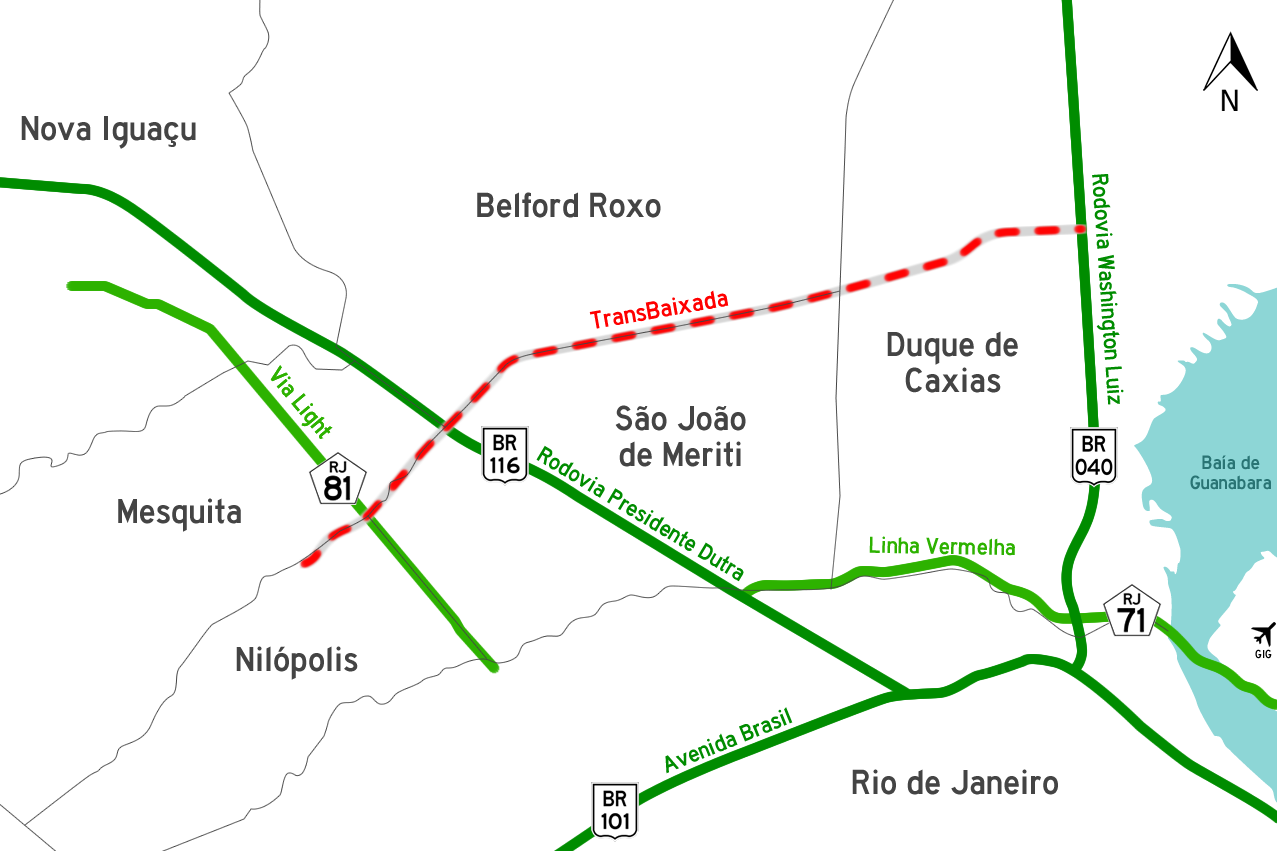
TransBaixada, futura rodovia do Estado do Rio de Janeiro

A TransBaixada é uma rodovia projetada do estado do Rio de Janeiro, localizada as margens do Rio Sarapuí, fazendo parte do projeto Iguaçu começando no último bairro de Nilópolis: o bairro Nossa Senhora de Fátima e terminará na Rodovia Washington Luís na localidade de Gramacho em Duque de Caxias, fazendo integração com a Rodovia Presidente Dutra e a Via Light e futuramente a Avenida Brasil.

## Histórico
Com 27 quilômetros de extensão. a via vai ligar na primeira fase, a Rodovia Washington Luís (BR-040) à Via Dutra (BR-116), pelas margens do Rio Sarapuí. Terá duas pistas de cada lado e ciclovia. além de um Parque Inundável, que em dias de chuva absorve as águas, e seco, servirá de lazer a população. Seus objetivos são desafogar o trânsito e permitir a integração dos municípios da Baixada Fluminense.
A obra inicialmente seria inaugurada em 2012, mas o projeto atrasou. Em setembro de 2011, a Transbaixada já tinha projeto pronto e a licitação para a escolha da empreiteira deveria ser feita em agosto, com previsão da obra ser entregue no início de 2013. O custo da obra seria de R$ 300 milhões. Porém, em maio de 2012 a obra sequer havia começado. O Governo Estadual prometeu que em agosto de 2012 haveria a escolha da empreiteira (licitação), e posteriormente demoraria mais 18 meses para a execução das obras, com término em 2014.
O Governo do Estado também estuda a possibilidade de levar a Transbaixada até a Via Light, ou mesmo a Avenida Brasil na altura de Bangu, ao longo do Sarapuí integrando a Baixada Fluminense a Zona Oeste carioca.